# Fúrcula (aves)

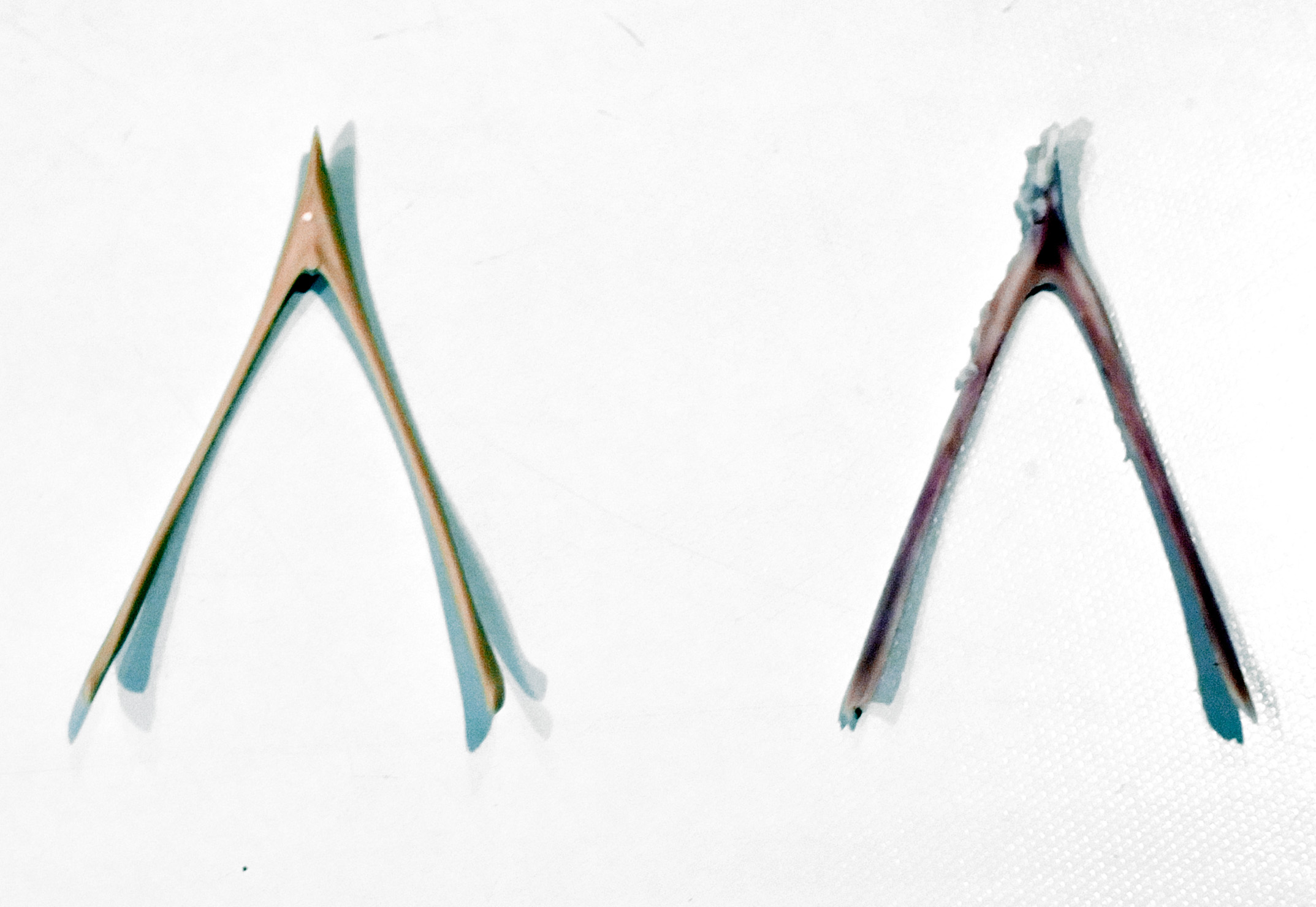
Fúrculas, de plástico (izquierda) y real de pavo (derecha).

La fúrcula ("pequeña horca" en latín) es un hueso en forma de horquilla que poseen únicamente las aves y los dinosaurios terópodos, formado por la fusión de las dos clavículas.
Es comúnmente conocido como hueso de los deseos, principalmente en los países anglosajones donde existe la tradición de que dos personas tiren simultáneamente de los dos extremos de este hueso, de un pollo o pavo, hasta romperlo y se cree que se le cumple un deseo al que se quede con el trozo mayor.
En las aves tiene la función de fortalecer la caja torácica para que soporte las presiones del vuelo.

## Evolución

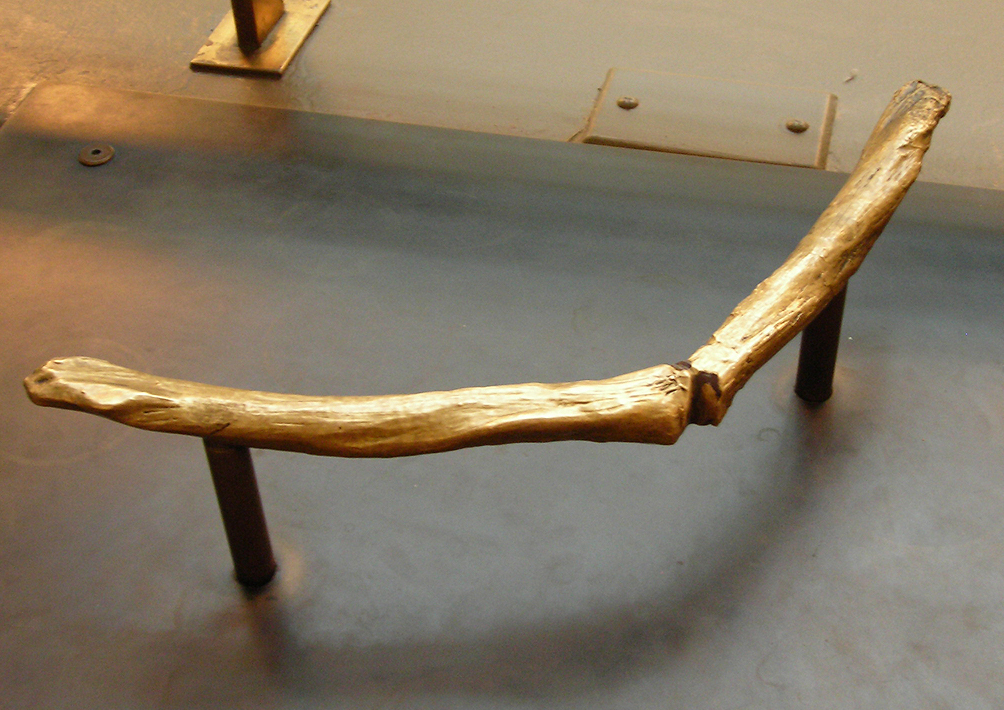
Reproducción en bronce de la fúrcula de un tiranosaurio.

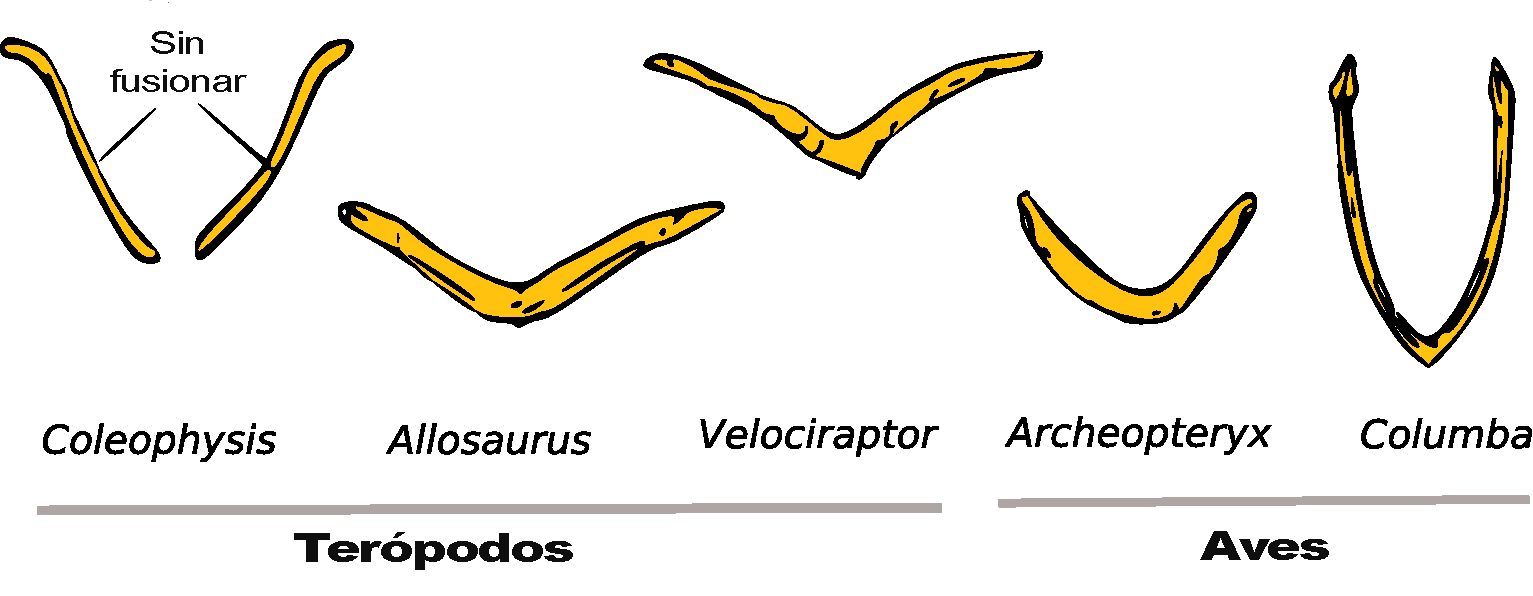
Evolución de la fúrcula.

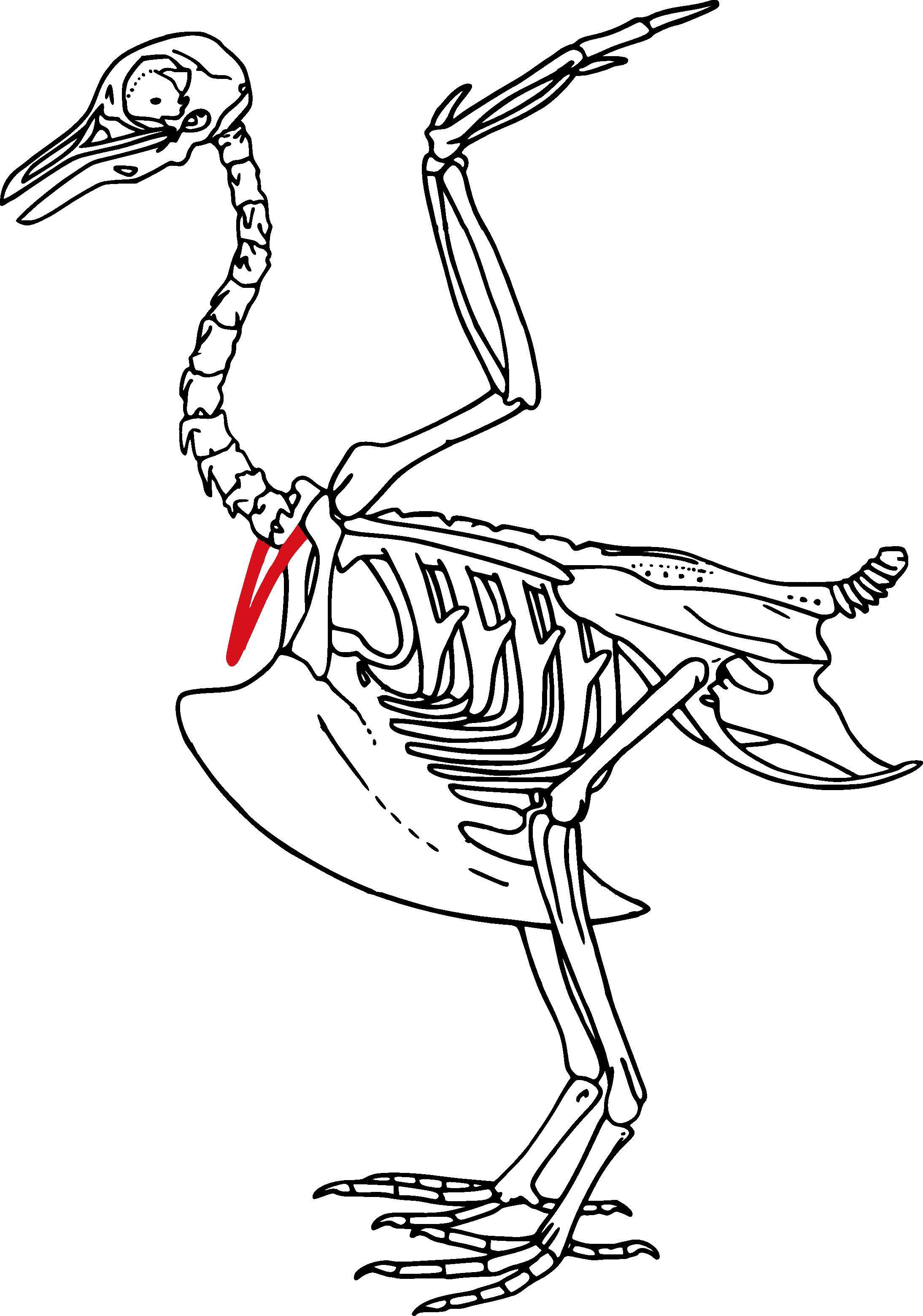
Ubicación de la fúrcula en el esqueleto de un ave.

La primera aparición de clavículas unidas en el registro fósil se observa en el arcosaurio del Triásico Longisquama, pero sin formar una unidad completamente integrada. Lo que indica que esta fusión empezó también en arcosaurios más primitivos antes que en dinosaurios.
Todavía como un par articulado de clavículas aparecen en todos los clados principales de dinosaurios, incluidos ornistisquios, sauropodomorfos y terópodos, con la excepción de los géneros basales Eoraptor y Herrerasaurus. En el estudio de las fúrculas de varios individuos de Coelophysis bauri se observa que éstas estaban articuladas, si en un terópodo tan antiguo ya aparecen unidas hace pensar que esta característica es sinapomórfica en Dinosauria.
En todos los terópodos posteriores aparece la fúrcula como una unidad osificada, incluidos los manirraptores que fueron los dinosaurios precursores de las aves. Esto demuestra que este fortalecimiento de la caja torácica fue anterior a la aparición del vuelo, en contra de lo que se había creído anteriormente. 
El hecho de que las aves y los terópodos posean en exclusiva este hueso es una de las principales pruebas de su parentesco, además de haber encontrado plumas entre los manirraptores.